# فصوص‌الحکمه
فصوص الحکمة (نگینه‌های فلسفه) یکی از کهن‌ترین و با ارزش‌ترین متون فلسفی است که از دیر باز مورد توجه بزرگان فلسفه بوده‌است.
در اینکه از کارهای ابن سیناست یا فارابی بحث‌ها و جدل‌های فراوانی شده‌است. اما فیلسوفان نام‌آوری چون میرداماد و شخصیتهای بزرگ معاصر چون هانری کربن آن را از نوشته‌های فارابی شمرده‌اند.
کهن‌ترین و سترگ‌ترین شرح فصوص الحکمه آنی است که یکی از شاگردان بنام جلال الدین دوانی و از متفکران بزرگ سدهٔ نهم هجری، یعنی میر اسماعیل حسینی شنب غازانی نگاشته‌است. حواشی که میر محمد باقر داماد بر این شرح نگاشته خود بهترین گواه بر برجستگی‌ها و اهمیت آن است.